# Parisiové

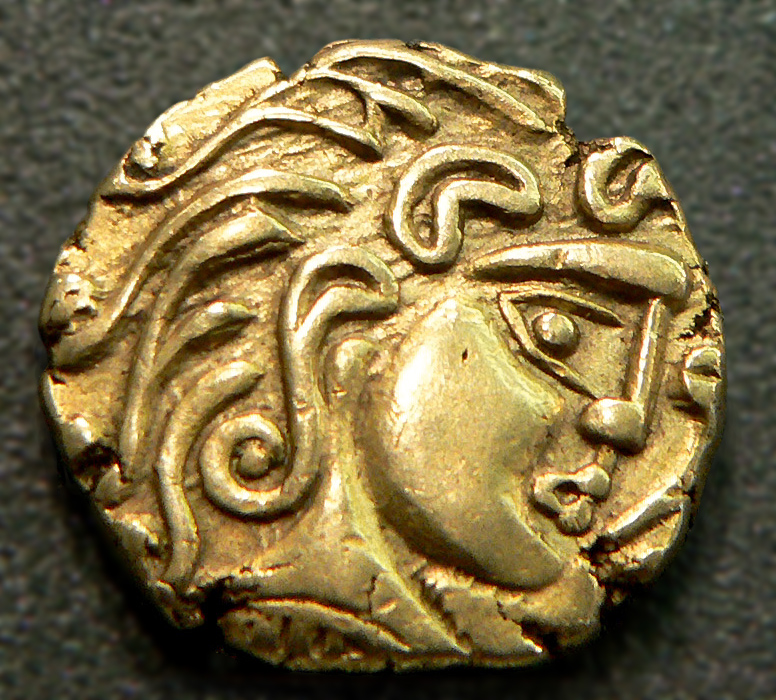
Zlatý statér Parisiů (Musée Carnavalet)

Parisiové (latinsky Parisii) byli galský kmen v době železné, který žil až do doby římského impéria na březích řeky Seiny, především u soutoku s Marnou. Jejich největším sídlem (oppidem) byla Lutetia Parisiorum, která se za Římanů nazývala jen Lutetia a stala se významným centrem tohoto regionu. Na jejím místě později vzniklo město Paříž.

## Historie
Přibližně ve 3. století př. n. l. do oblasti dnešní Paříže přišel kmen Parisiů, původně sídlící v oblasti Rýna. Parisiové založili oppidum pravděpodobně na ostrově Cité. Zabývali se převážně rybolovem. Archeologické nálezy nicméně dokládají větší keltské osídlení i mimo toto území, např. v Nanterre byly nalezeny opevněné valy.
Do historie se Parisiové zapsali v roce 52 př. n. l., kdy byli Galové poraženi v bitvě u Lutetie a Parisiové opustili ostrov poté, co jej vypálili, jak zaznamenal Julius Caesar v Zápiscích o válce galské.

## Parisiové na Britských ostrovech
Část kmene se oddělila a přesídlila do Británie do oblasti dnešního East Yorkshire a Humberside. Tento exodus mohl proběhnout v souvislosti s galskými válkami, neboť Parisiové bojovali proti Juliu Caesarovi a po jejich porážce v bitvě o Alesii někteří uprchli z Galie. Pravděpodobnější je však odchod Parisiů již během belgických imigračních vln. Pohřební rituály obou kmenů se liší jen minimálně a kultura, který se usídlila kolem East Yorkshire v rané době laténské, ukazuje jasné kontinentální vlivy. Hroby, kde byl zemřelý umístěn v mobilním voze vedle čtvercového trakaře, byly nalezeny v obou regionech.

## Etymologie
Původ a význam jména Parisiů není možné s jistotou určit, protože o tomto kmenu není dostatek zpráv. Jedno vysvětlení přinesl archeolog a historik Jacques-Antoine Dulaure (1755-1835), který jejich jméno odvozoval od egyptské bohyně Isis, vzhledem k její soše nalezené v Saint-Germain-des-Prés. Toto vysvětlení je však v moderní historiografii již překonané. Dnes se má za to, že jde o jméno keltského původu, nicméně samotný význam zůstává nejasný.
Parisiové dali své jméno nejen Paříži, ale i dalším městům, jako Villeparisis, Cormeilles-en-Parisis, Fontenay-en-Parisis i celému středofrancouzskému přírodnímu regionu Parisis.